# 凯拉卡特
凯拉卡特（Kerakat），是印度北方邦Jaunpur县的一个城镇。总人口12472（2001年）。

## 人口
该地2001年总人口12472人，其中男性6437人，女性6035人；0—6岁人口2180人，其中男1159人，女1021人；识字率59.58%，其中男性为68.46%，女性为50.11%。